# Kinyongia rugegensis
Kinyongia rugegensis — вид ігуаноподібних ящірок родини хамелеонових (Chamaeleonidae). Ендемік Бурунді. Раніше вважався конспецифічним з Kinyongia adolfifriderici, однак був визнаний окремим видом.

## Поширення і екологія
Kinyongia rugegensis мешкають в горах Ругеге на території Національного парку Кібіра, а також, можливо, в лісі Ньюнгве на заході Руанди. Вони живуть у вологих тропічних лісах.